# Turkménistan aux Jeux olympiques d'été de 2020
Le Turkménistan participe aux Jeux olympiques de 2020 à Tokyo au Japon. Il s'agit de sa 7e participation à des Jeux d'été.
Le Comité international olympique autorise à partir de ces Jeux à ce que les délégations présentent deux porte-drapeaux, une femme et un homme, pour la cérémonie d'ouverture. La judokate Gülbadam Babamuratowa et le nageur Merdan Ataýew (en) sont nommés porte-drapeaux de la délégation turkmène.

## Médaillés
| Sport         | Discipline            | Athlète(s)     | Performance | Date       |
| ------------- | --------------------- | -------------- | ----------- | ---------- |
| Haltérophilie | Moins de 59 kg femmes | Polina Guryeva | 217 kg      | 27 juillet |

## Athlètes engagés
| Sport         | Hommes | Femmes | Total |
| ------------- | ------ | ------ | ----- |
| Athlétisme    | 1      | 0      | 1     |
| Haltérophilie | 3      | 2      | 5     |
| Judo          | 0      | 1      | 1     |
| Natation      | 1      | 1      | 2     |
| Total         | 5      | 4      | 9     |

## Résultats

### Athlétisme
Le Turkménistan bénéficie d'une place attribuée au nom de l'universalité des Jeux. Mergen Mamedov dispute le concours du lancer du marteau masculin.
| Athlète        | Épreuve                    | Qualification | Qualification | Finale      | Finale  |
| Athlète        | Épreuve                    | Performance   | Rang          | Performance | Rang    |
| -------------- | -------------------------- | ------------- | ------------- | ----------- | ------- |
| Mergen Mamedov | Lancer du marteau masculin | 67,53 m       | 30e           | Éliminé     | Éliminé |

### Haltérophilie
| Athlète                    | Compétition           | Arraché  | Arraché | Épaulé-jeté | Épaulé-jeté | Total  | Rang                               |
| Athlète                    | Compétition           | Résultat | Rang    | Résultat    | Rang        | Total  | Rang                               |
| -------------------------- | --------------------- | -------- | ------- | ----------- | ----------- | ------ | ---------------------------------- |
| Rejepbaý Rejepow (en)      | Moins de 81 kg hommes | 164 kg   | 3e      | 198 kg      | Ab.         | 164 kg | Ab.                                |
| Ovez Ovezov                | Plus de 109 kg hommes | 171 kg   | 11e     | 200 kg      | 10e         | 371 kg | 10e                                |
| Hojamuhammet Toýçyýew (en) | Plus de 109 kg hommes | 184 kg   | 4e      | 230 kg      | 6e          | 414 kg | 4e                                 |
| Kristina Şermetowa (en)    | Moins de 55 kg femmes | 90 kg    | 5e      | 115 kg      | 5e          | 205 kg | 6e                                 |
| Polina Guryeva             | Moins de 59 kg femmes | 96 kg    | 2e      | 121 kg      | 2e          | 217 kg | Médaille d'argent, Jeux olympiques |

### Judo
| Athlète               | Compétition           | 1er tour            | 2e tour             | Quart de finale     | Demi-finale         | Repêchage           | Finale / MB         | Rang |
| Athlète               | Compétition           | Adversaire Résultat | Adversaire Résultat | Adversaire Résultat | Adversaire Résultat | Adversaire Résultat | Adversaire Résultat | Rang |
| --------------------- | --------------------- | ------------------- | ------------------- | ------------------- | ------------------- | ------------------- | ------------------- | ---- |
| Gülbadam Babamuratowa | Moins de 52 kg femmes | Cohen Défaite 00-10 | Éliminée            | Éliminée            | Éliminée            | Éliminée            | Éliminée            | 17e  |

### Natation
| Athlète              | Épreuve              | Série         | Série | Demi-finale | Demi-finale | Finale   | Finale   |
| Athlète              | Épreuve              | Temps         | Rang  | Temps       | Rang        | Temps    | Rang     |
| -------------------- | -------------------- | ------------- | ----- | ----------- | ----------- | -------- | -------- |
| Merdan Ataýew (en)   | 100 m dos masculin   | 55 s 24       | 34e   | Éliminé     | Éliminé     | Éliminé  | Éliminé  |
| Merdan Ataýew (en)   | 200 m dos masculin   | 2 min 3 s 68  | 29e   | Éliminé     | Éliminé     | Éliminé  | Éliminé  |
| Darya Semyonova (en) | 100 m brasse féminin | 1 min 16 s 37 | 39e   | Éliminée    | Éliminée    | Éliminée | Éliminée |